# NGC 4022
NGC 4022 este o galaxie lenticulară situată în constelația Părul Berenicei. A fost descoperită în 26 aprilie 1878 de către John Dreyer. Se află la o distanță de 66,15 de megaparseci de Pământ.